# 예산 보덕사 극락전
예산 보덕사 극락전(禮山 報德寺 極樂殿)은 대한민국 충청남도 예산군에 있는, 앞면 3칸·옆면 2칸의 규모의 조선시대 건축물이다. 1995년 10월 7일 충청남도의 유형문화재 제145호로 지정되었다.

## 개요
보덕사는 서원산 남쪽기슭에 위치한다. 본래 옥양봉 남쪽 기슭에 있던 가야사의 뒤를 이어 고종 8년(1871)에 처음 지어졌다.
가야사에는 금탑이라 불리는 지극히 빼어난 석탑이 있었고, 그 탑의 4면에는 돌로 만든 방이 있어 각각 돌부처가 모셔져 있었다. 그러나 이 절의 터가 왕손을 낳게 한다는 풍수설에 따라 흥선대원군이 철종 11년(1860)에 가야사를 불사르고 아버지인 남원군의 묘를 썼다. 그 뒤 아들 고종(재위 1863∼1907)이 왕위에 오르게 되었으므로 은혜를 갚는다는 뜻에서 지금의 위치에 절을 짓고 보덕사라고 하였다.
보덕사는 아미타불을 모시는 극락전을 중심으로 왼쪽에 2층으로 된 서별당, 정면에 주지실, 오른쪽에 동별당이 있고, 연못이 있다. 전체적으로 튼 ㅁ자형이다.
극락전은 앞면 3칸·옆면 2칸의 규모로 지붕은 옆모습이 사람 인(人)자 모양인 맞배지붕이다. 극락전 앞에는 충청남도 문화재자료 제183호로 지정된 석등이 있고 옆으로 관음전이 있다.

## 참고 자료
- 보덕사극락전 - 국가유산청 국가유산포털